# Corral de Piedra, Apaseo el Alto
Corral de Piedra är en ort i Mexiko.   Den ligger i kommunen Apaseo el Alto och delstaten Guanajuato, i den centrala delen av landet, 190 km nordväst om huvudstaden Mexico City. Corral de Piedra ligger 2 094 meter över havet och antalet invånare är 311.
Terrängen runt Corral de Piedra är kuperad åt nordväst, men åt sydost är den platt. Terrängen runt Corral de Piedra sluttar österut. Runt Corral de Piedra är det ganska tätbefolkat, med 207 invånare per kvadratkilometer. Närmaste större samhälle är Apaseo el Alto, 9,3 km norr om Corral de Piedra. I omgivningarna runt Corral de Piedra växer huvudsakligen savannskog.